# Archon basileus
Archon basileus (altgriechisch ἄρχων βασιλεύς, „König“) war ein Amt im antiken Athen. Der Archon leitete das Kollegium der Epheten. Die ursprüngliche Stellung des Amtes ist umstritten; entweder wurde es in archaischer Zeit als erstes Amt noch neben dem eigentlichen König, dem Basileus, eingerichtet oder nach anderen Archontaten eingeführt.

## Archaische Zeit
Das Amt des Archon basileus wie auch die anderen, noch zehnjährigen Ämter, wurde von Adligen besetzt. Er war „Oberpriester“ der Stadt und damit sakraler Beamter mit Aufgaben im weltlichen Bereich. Wie genau sich sein Aufgabengebiet gestaltete, ist nicht mehr nachzuvollziehen; möglicherweise hatte er, ähnlich den römischen Priestern, Mitsprache in Kriegsfragen. 

## Klassische Zeit
Wie bei allen anderen Ämtern musste der Bewerber mindestens 30 Jahre alt sein. Er war Vorsitzender des Areopag-Rates und somit auch bei Klagen wegen Kapitalverbrechen zuständig. Darüber hinaus beaufsichtigte er die heiligen Bezirke und Stätten, brachte die Gemeindeopfer dar und leitete die Mysterienfeierlichkeiten, Lenäenspiele sowie Fackelläufe. Seinem Aufgabengebiet entsprachen auch seine Rechtsbefugnisse bei Klagen wegen Gottlosigkeit, Tempelraub und Unrechtmäßigkeit eines Priesteramtes.